# Кюлюг-бег-хан
Кюлюг-бег-хан (тронное имя кит. упр. 彰信可汗, пиньинь zhangxinkehan, палл. Чжан Синь-кэхань, личное имя Ху Телэй (胡特勒), титул кит. упр. 為愛登裏羅汨沒蜜施合句錄毗伽彰信可汗, пиньинь aidengliluomimeimishihejulupigazhangxinkehan, палл. Айдэнлиломимэймишихэцзюлупига Чжан Синь-кэхань) — каган Уйгурского каганата с 832 года по 839 год. Возведён на престол уйгурской знатью после убийства его дяди Чжаоли-хана

## Правление
В 839 году знатный уйгур Кюлюг-бег (掘羅勿 — Цзюелоу) поднял против каганата восстание тюрок-шато. После нападения шато на Хара-Балгас каган покончил с собой.

### Междуцарствие
Вельможи избрали каганом малолетнего Хэса Тэлея (盍馺特勒). Зима выдалась снежная, началась моровая язва и уйгуры совершенно ослабли от голода. К 840 году танские власти не знали кто является правителем уйгур. Старейшина Гулу Мохэ позвал армию кыргызов-сяцзясов числом 100 000 и напал на Хара-Балгас. Кыргызы сожгли столицу и казнили Кюлюг-бега и кагана. Уйгуры потерпели сокрушительное поражение. Старейшина Пан Торэ (厖特勒 -Пантэлэй) собрал 13 аймаков и бежал к карлукам-гэлолу. Другие бежали в Аньси (ныне север Ганьсу) и Тибет (кит. Тубо Туфань).
В 841 году, 13 выжиавших родов ханского аймака выбрали каганом Уге-хана и откочевали на юг к горам Цоззышань.